# Deileptenia
Deileptenia is een geslacht van vlinders van de familie spanners (Geometridae), uit de onderfamilie Ennominae.

## Soorten
- D. gravinotata Bastelberger, 1911
- D. mandshuriaria Bremer, 1864
- D. ribeata

Satijnen spikkelspanner (Clerck, 1759)